# Prisces
Prisces település Franciaországban, Aisne megyében. Lakosainak száma 94 fő (2022. január 1.). Prisces Bosmont-sur-Serre, Burelles, Cilly, Gronard, Houry és Rogny községekkel határos.

## Népesség
A település népességének változása:
| Lakosok száma | 163  | 149  | 140  | 113  | 110  | 110  | 103  | 97   | 96   | 94   |
|               | 1968 | 1982 | 1990 | 2006 | 2013 | 2015 | 2017 | 2019 | 2020 | 2022 |